# Сивана (Вашингтон)
Сивана (енгл. Silvana) насељено је место без административног статуса у америчкој савезној држави Вашингтон.

## Демографија
По попису из 2010. године број становника је 90, што је 7 (-7,2%) становника мање него 2000. године.
| Група             | 2000.      | 2010.      |
| Белци             | 89 (91,8%) | 81 (90,0%) |
| Афроамериканци    | 0 (0,0%)   | 0 (0,0%)   |
| Азијати           | 0 (0,0%)   | 0 (0,0%)   |
| Хиспаноамериканци | 6 (6,2%)   | 4 (4,4%)   |
| Укупно            | 97         | 90         |